# Schypke
Die H. J. Schypke Fleischwarenfabrik war ein Unternehmen mit Sitz im deutschen Steinfeld im Landkreis Vechta, das Rind-, Hähnchen-, Schweinefleisch und Gemüseartikel herstellte.

## Geschichte
Das Unternehmen wurde im Jahr 1967 gegründet. Zu Hochzeiten in den frühen 2000er Jahren zählte der Betrieb bis zu 130 Beschäftigte. Vertrieben wurden Produkte wie Corned Beef im Lebensmitteleinzelhandel sowohl unter eigener Aufmachung als auch unter den Eigenmarken des Handels. 
Um 2010 herum übernahm die nächste Generation die Unternehmensführung, eine Umwandlung zur GmbH folgte. 
Im Jahr 2013 fand der weltgrößte Nahrungsmittelkonzern Nestlé im Zusammenhang mit dem Pferdefleischskandal in Europa nicht deklarierte Anteile von Pferdefleisch in Tiefkühlprodukten, die von einer Reihe von Zulieferern, u. a. von H. J. Schypke, geliefert worden waren. Die Staatsanwaltschaften ermittelten wegen Verdachtsmomenten auf Verstoß gegen das Lebensmittel- sowie Futtermittelgesetz und führte auch bei H. J. Schypke eine Durchsuchung durch. Nach Angaben von Schypke hatte das Unternehmen zu keiner Zeit Pferdefleisch eingekauft. Nach Abschluss der Untersuchungen durch die Staatsanwaltschaft Oldenburg wurde das Haus H. J. Schypke 2017 vollständig vom Vorwurf des Verarbeitens bzw. bewusstem Handel mit Pferdefleisch entlastet und das Verfahren eingestellt.
Die Zahl der Beschäftigten nahm bis 2015 ab. 2018 musste die Geschäftsführung Insolvenz anmelden und Schypke wurde im Zuge der Insolvenz abgewickelt. 